# Bazylika Świętych Marcelina i Piotra w Seligenstadt
Bazylika Świętych Marcelina i Piotra (niem. Basilika St. Marcellinus und Petrus) – rzymskokatolicka świątynia znajdująca się w niemieckim mieście Seligenstadt. Do 1803 kościół klasztorny zakonu benedyktynów, następnie kościół parafialny, w 1925 wyniesiony do godności bazyliki mniejszej.

## Historia
Opactwo benedyktynów zostało założone w 828 roku przez Einharda, uczonego na dworze Karola Wielkiego, który sprowadził tutaj relikwie świętych męczenników Marcelina i Piotra. Na jego zlecenie w latach 830–835 wzniesiono kościół klasztorny, który stał się ośrodkiem pielgrzymkowym. Z tego powodu wkrótce miejsce to nazwano Saligunstatt, czyli miasto błogosławione, co z czasem przekształciło się w dzisiejsze Seligenstadt. Opactwo podlegało bezpośrednio władzy cesarskiej. W XIII wieku wzniesiono nowe prezbiterium świątyni.
Kompleks został zniszczony podczas wojny trzydziestoletniej. Pod koniec XVII wieku rozpoczęto stopniową przebudowę w stylu barokowym. W 1803 roku, podczas okupacji napoleońskiej, placówkę zsekularyzowano. W XIX wieku fasadę kościoła przebudowano w stylu neoromańskim.
27 maja 1925 roku papież Pius XI wyniósł świątynię do godności bazyliki mniejszej. W latach 1982–1983 przebudowano wnętrze, dostosowując je do wymogów soboru watykańskiego II.

## Architektura i wyposażenie
Świątynia romańska, trójnawowa, z transeptem. Korpus nawowy przykrywa płaski, drewniany strop. Dwuwieżowa fasada reprezentuje styl neoromański.
Ołtarz główny został wykonany ok. 1715 roku wraz z dwoma ołtarzami bocznymi na podstawie projektu Johanna Maximilliana von Welscha dla klasztoru kartuzów pod Moguncją, w Seligenstadt ustawiono go w 1792 roku. Pierwotnie poświęcony był on Świętej Trójcy, do dziś zachowała się jedynie rzeźba gołębicy symbolizującej Ducha Świętego. W dolnej części ołtarza ustawiono figury Ojców Kościoła: Augustyna, Grzegorza, Ambrożego i Hieronima, a w górnej: Hrabana Maura, św. Jana Chrzciciela, św. Józefa z Dzieciątkiem Jezus i św. Bonifacego. Do sklepienia podwieszono romański krucyfiks z postacią ubranego w szatę i złotą koronę Jezusa Chrystusa, który obecny wygląd uzyskał po remoncie z 1907 roku. Pod ołtarzem posoborowym ustawiono bogato zdobiony relikwiarz śś. Marcelina i Piotra, wykonany ze srebrnej blachy około 1680 roku. Prezbiterium jest oddzielone od nawy głównej pozłacaną żelazną kratą z 1725 roku, ufundowaną przez opata Petera IV Schultheisa na pamiątkę 900-lecia założenia klasztoru, zainstalowaną w miejscu dawnego lektorium.
Organy wykonało w 1981 roku przedsiębiorstwo Wilbrand, z powodu awaryjności tegoż instrumentu planowana jest jego wymiana na nowy. Na wieżach kościoła zawieszono łącznie sześć dzwonów. Dane dzwonów:
| Imię                 | Waga    | Średnica | Ton  | Rok odlania | Ludwisarnia            |
| -------------------- | ------- | -------- | ---- | ----------- | ---------------------- |
| Benedikt             | 410 kg  | 86 cm    | b'   | 1999        | Rincker, Sinn          |
| Laurentius           | 650 kg  | 98 cm    | as'  | 1950        | Otto, Brema-Hemelingen |
| Bartholomäus         | 1300 kg | 110 cm   | f'   | 1925        | Otto, Brema-Hemelingen |
| Johannes             | 1600 kg | 127 cm   | es'  | 1925        | Otto, Brema-Hemelingen |
| Maria                | 2100 kg | 144 cm   | des' | 1925        | Otto, Brema-Hemelingen |
| Marcellinus & Petrus | 3300 kg | 174 cm   | b0   | 1925        | Otto, Brema-Hemelingen |

## Galeria

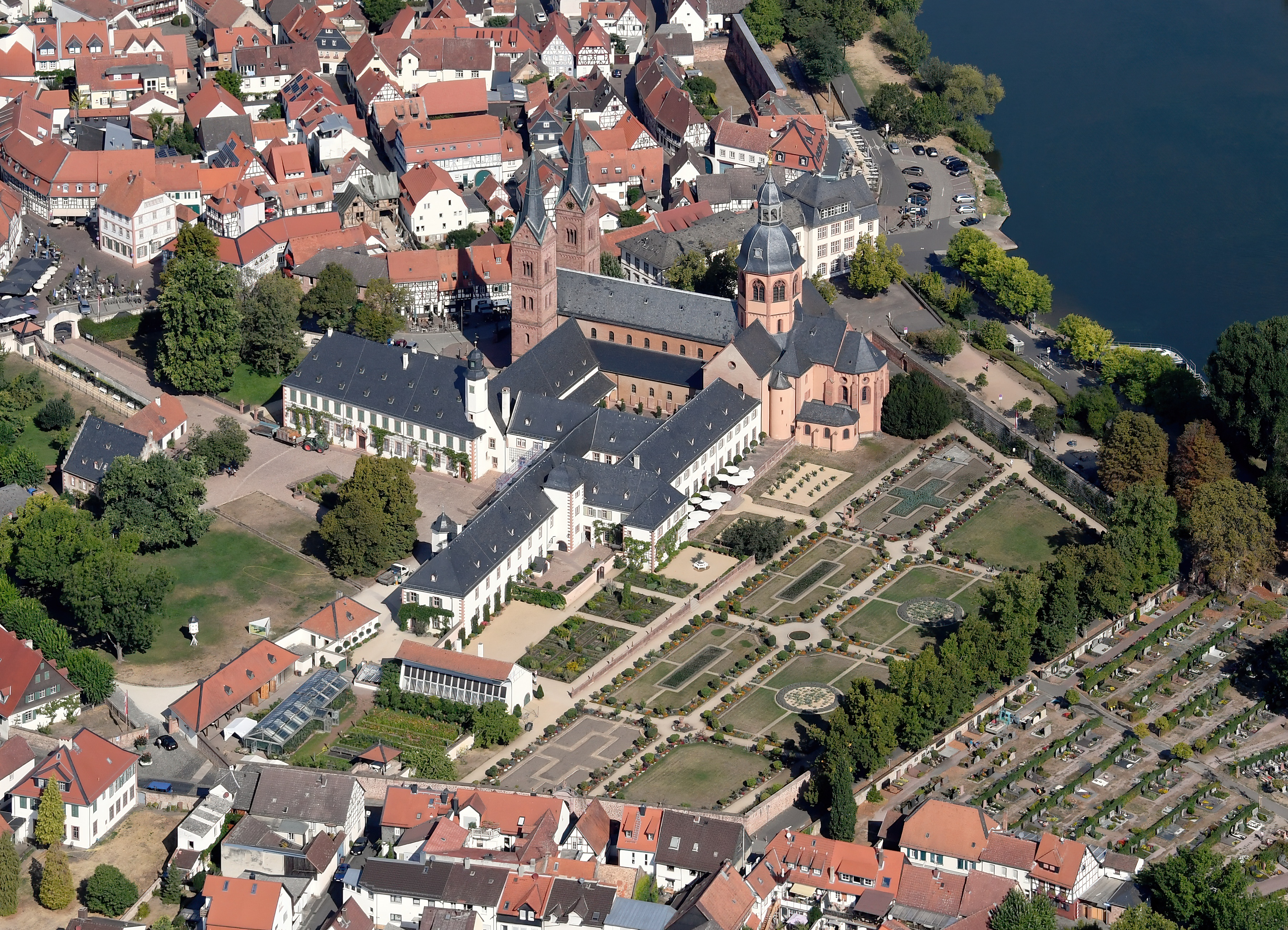
Widok na kompleks z lotu ptaka
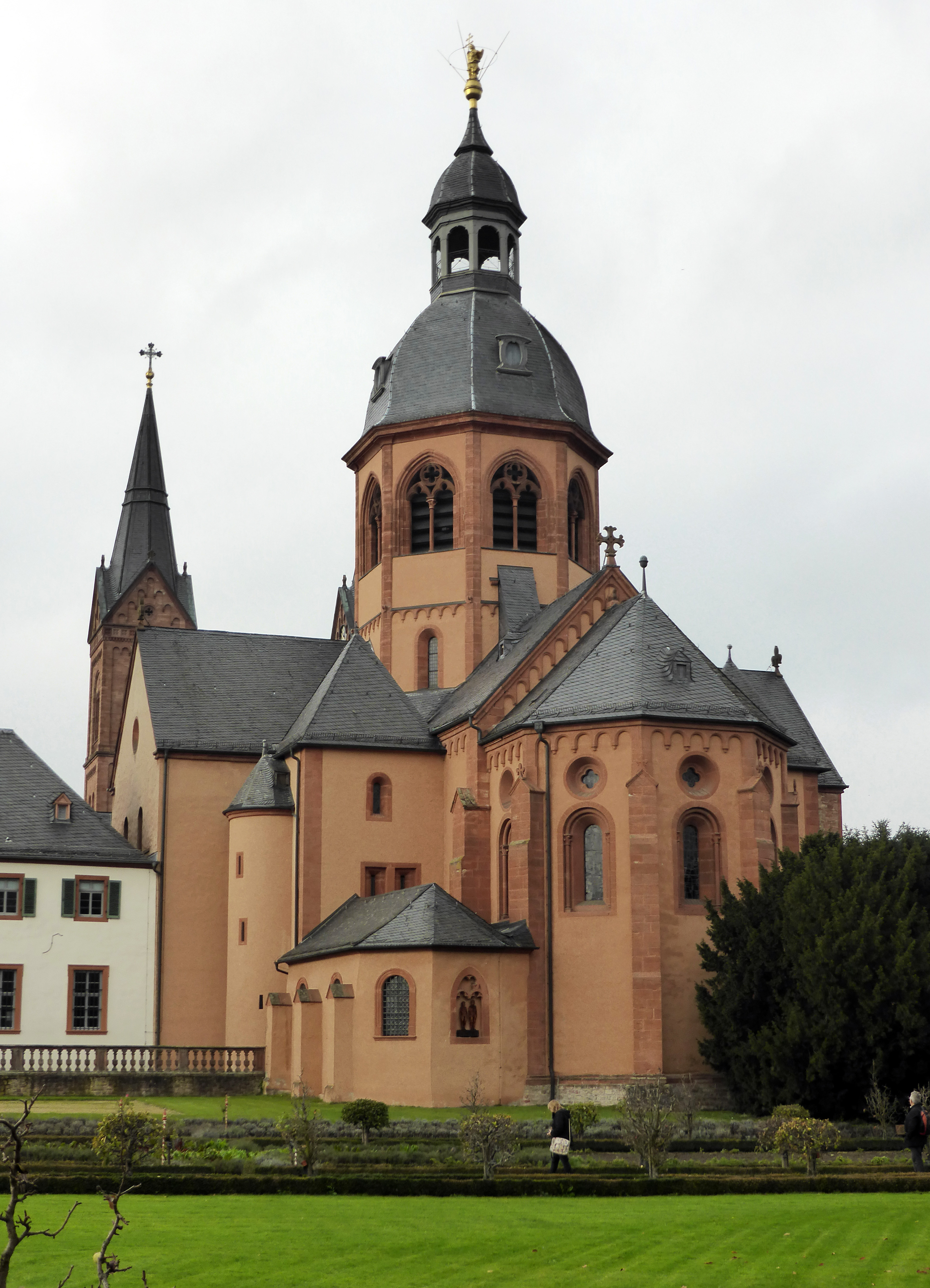
Widok ze wschodu
Widok z południowego zachodu
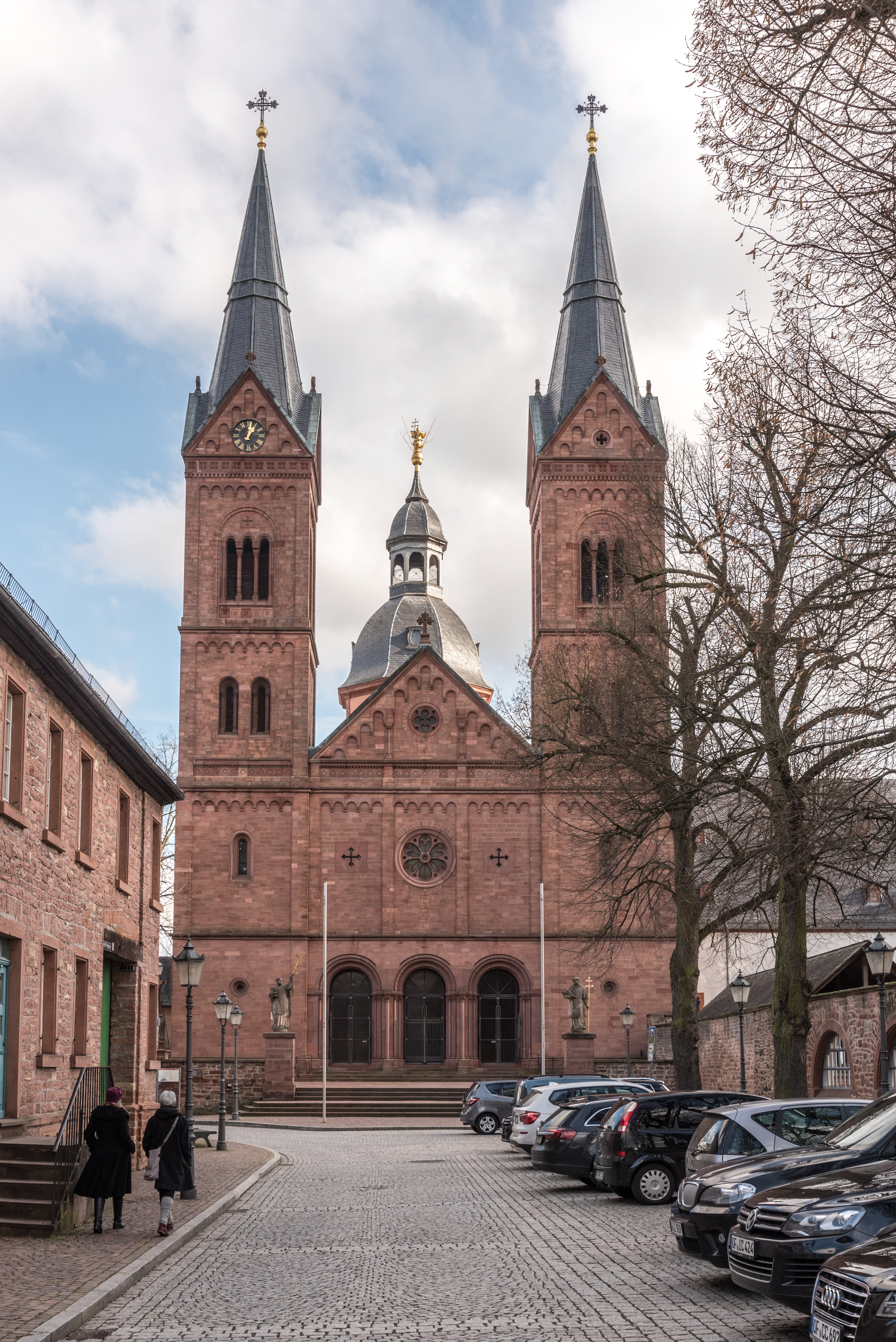
Fasada
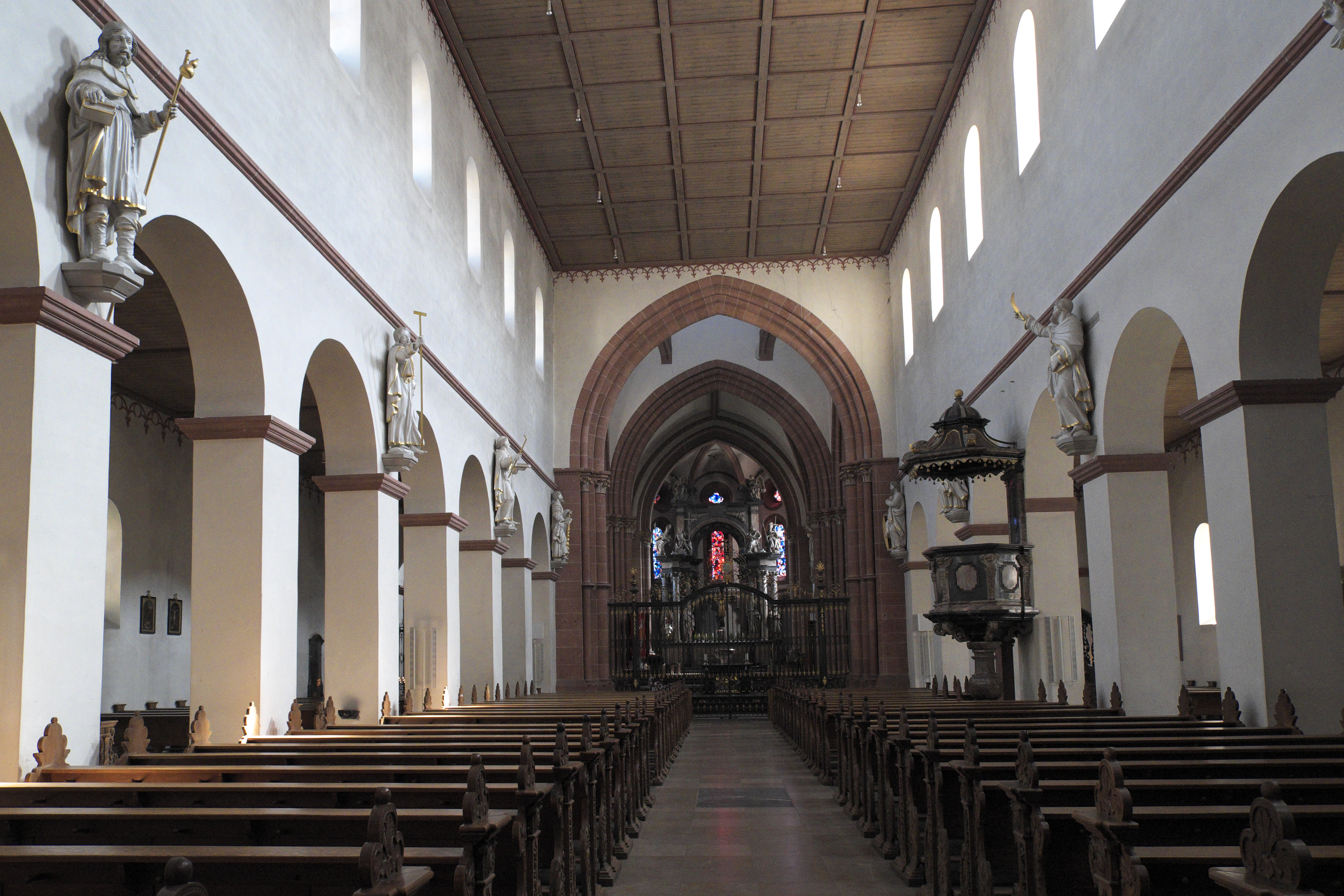
Wnętrze
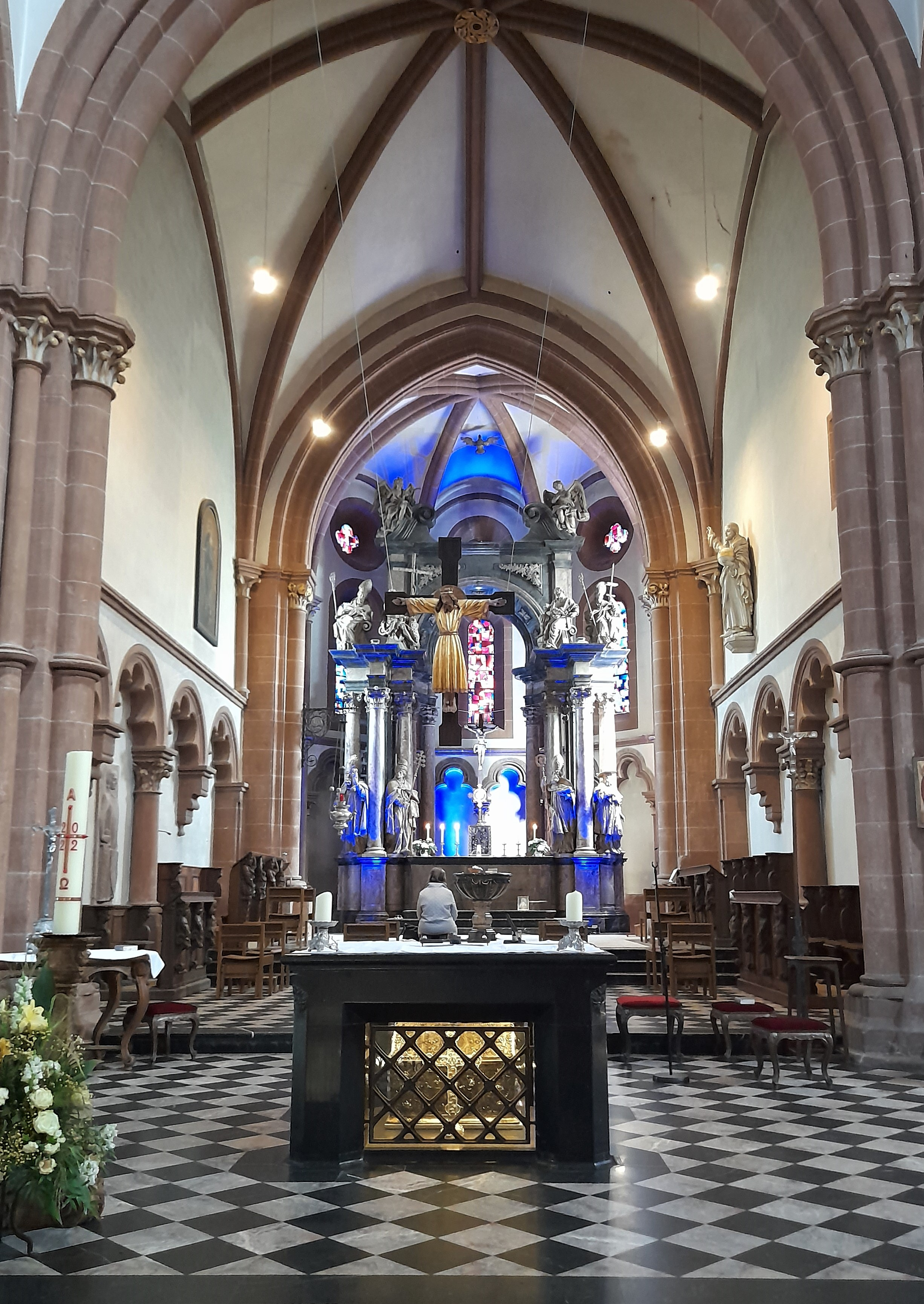
Prezbiterium
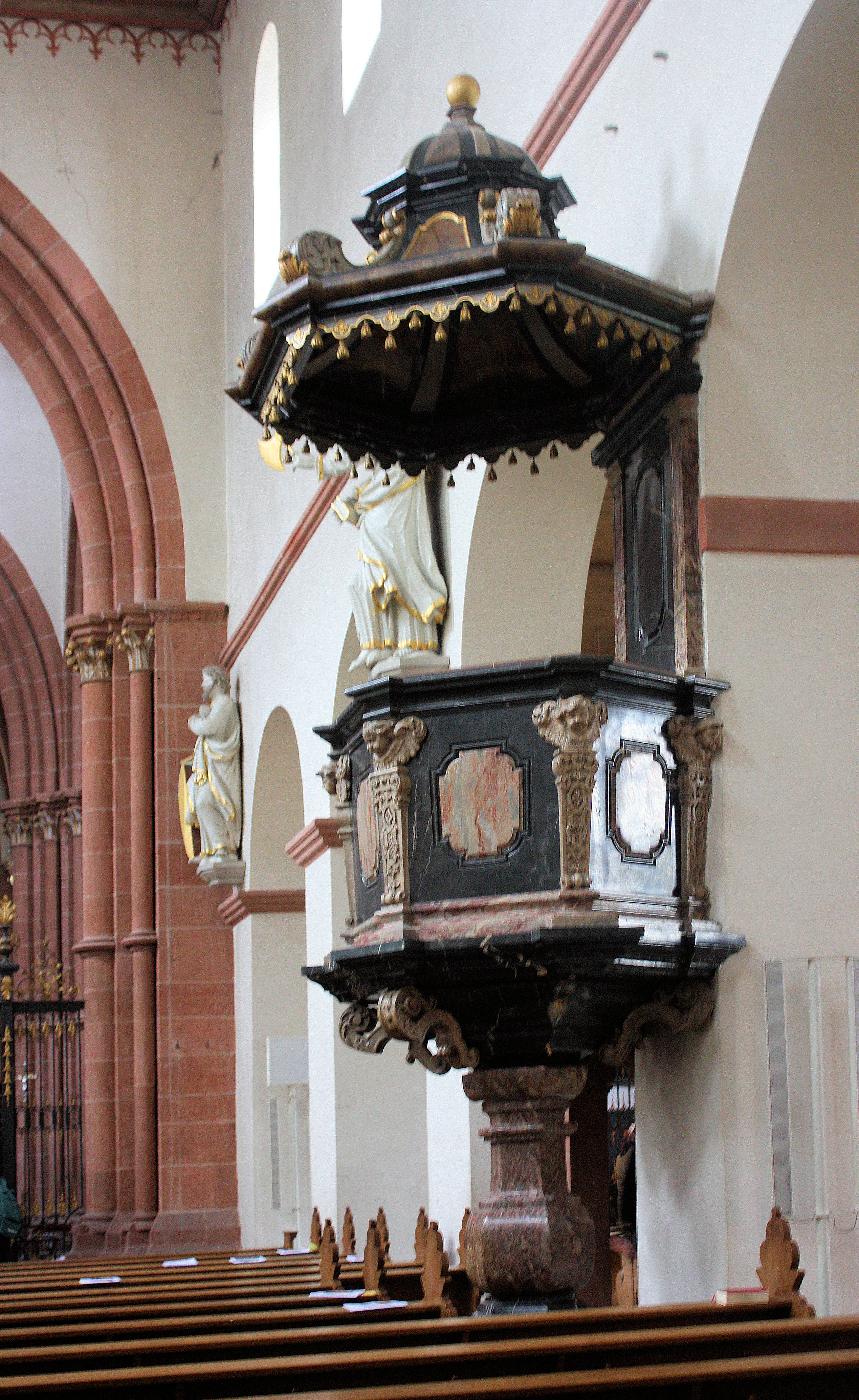
Ambona
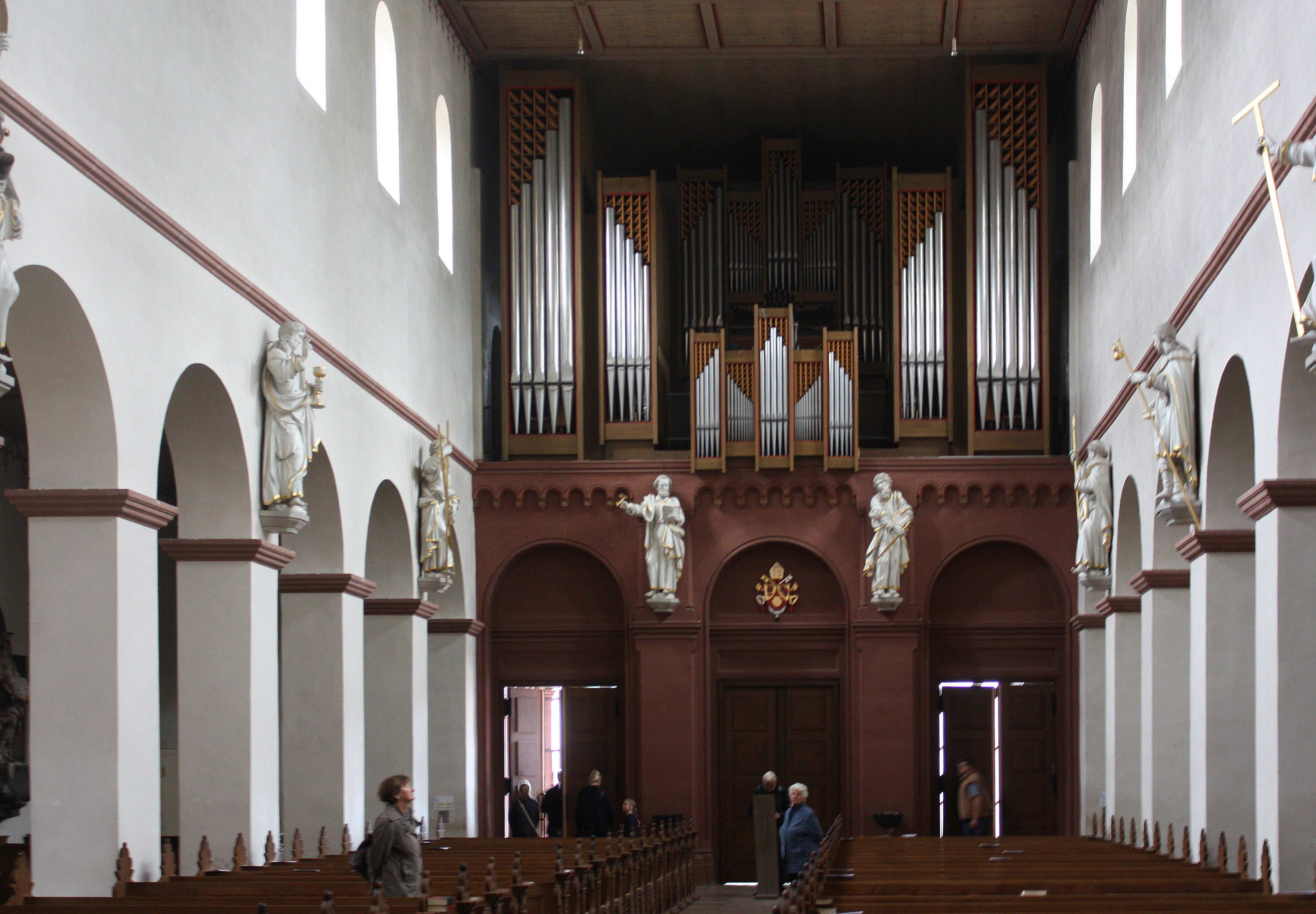
Empora i organy